# Jeep Gladiator (SJ)
De Jeep Gladiator, Jeep Pickup of J-serie is een serie pick-up trucks die van 1962 tot 1988 door talloze opeenvolgende bedrijven gebouwd en verkocht werd. Het Jeep Gladiator/Pickup-ontwerp is gebaseerd op het grote SJ-platform van de Jeep Wagoneer en bleef meer dan 26 jaar in productie. De Gladiator vormde de basis van de eerste naoorlogse pick-up trucks van het Amerikaanse leger, ontworpen als civiele voertuigen en aangepast voor militair gebruik. De Jeep Pickup werd ook in veel andere landen gebouwd, waaronder Mexico door Vehículos Automotores Mexicanos (VAM) en Argentinië door Industrias Kaiser Argentina (IKA).

## Jeep Gladiator (1962–1971)
De Jeep Gladiator werd geïntroduceerd in 1962 en maakte gebruik van een standaard pick-upontwerp bestaande uit een chassis met carrosserie-opbouw. De wagen deelde zijn basisarchitectuur en voorkant met de Jeep Wagoneer. De Gladiators werden tot 1965 aangeduid als J200- en J300-modellen en vervolgens van 1965 tot 1971 als J2000-, J3000- en J4000-modellen, waarbij het modelnummer de wielbasis aanduidde. De Gladiator was niet alleen als pick-up verkrijgbaar maar ook in tal van andere uitvoeringen, zoals een chassis met cabine, een takelwagen of een kampeerwagen. Het laadgedeelte kon bestaan uit een klassieke laadbak of een vlakke laadvloer.
De Gladiator werd aangedreven door een nieuwe 3,8-liter Jeep "Tornado" zescilinder lijnmotor met bovenliggende nokkenas die 142 pk (104 kW) ontwikkelde. Dit motorvermogen werd via een handgeschakelde drieversnellingsbak overgebracht op de achterwielen of op de vier wielen. De Gladiators konden eveneens geleverd worden met dubbele achterwielen, de zogenaamde "duallys". Deze duallys beschikten over een handgeschakelde vierversnellingsbak.
De optielijst bevatte onder andere een automatische transmissie(een primeur in de sector), airconditioning, rembekrachtiging, stuurbekrachtiging en (net als bij de na-oorlogse Jeep CJ) een aftakas voor tal van accessoires zoals sneeuwploegen en duwmechanismen.
Begin 1963 veranderde Willys Motors zijn naam in Kaiser Jeep Corporation.
In 1965 werd de "Tornado"-motor van Jeep vervangen door een 3,8-liter zescilinder lijnmotor van AMC. In datzelfde jaar werd ook de 5,4-liter V8-motor van AMC met 253 pk (186 kW) beschikbaar.
In 1967 werden bijna alle versies met achterwielaandrijving geschrapt omdat er te weinig vraag naar was.
Van 1968 tot 1971 werd de 5,7-liter "Dauntless" V8-motor van Buick met 233 pk (172 kW) aangeboden als optionele motor.
Toen Kaiser Industries in 1970 besloot om de auto-industrie te verlaten werden de Kaiser Jeep-activiteiten overgekocht door American Motors Corporation. De wagens werden voortaan allemaal uitgerust met AMC-motoren, de Buick-motor werd vervangen door een 5,9-liter of een 6,6-liter V8-motor van AMC. Daarnaast kreeg de Gladiator hetzelfde radiatorrooster met AMC-embleem als de Jeep Wagoneer. Dit was de eerste stijlwijziging van de truck sinds de introductie.

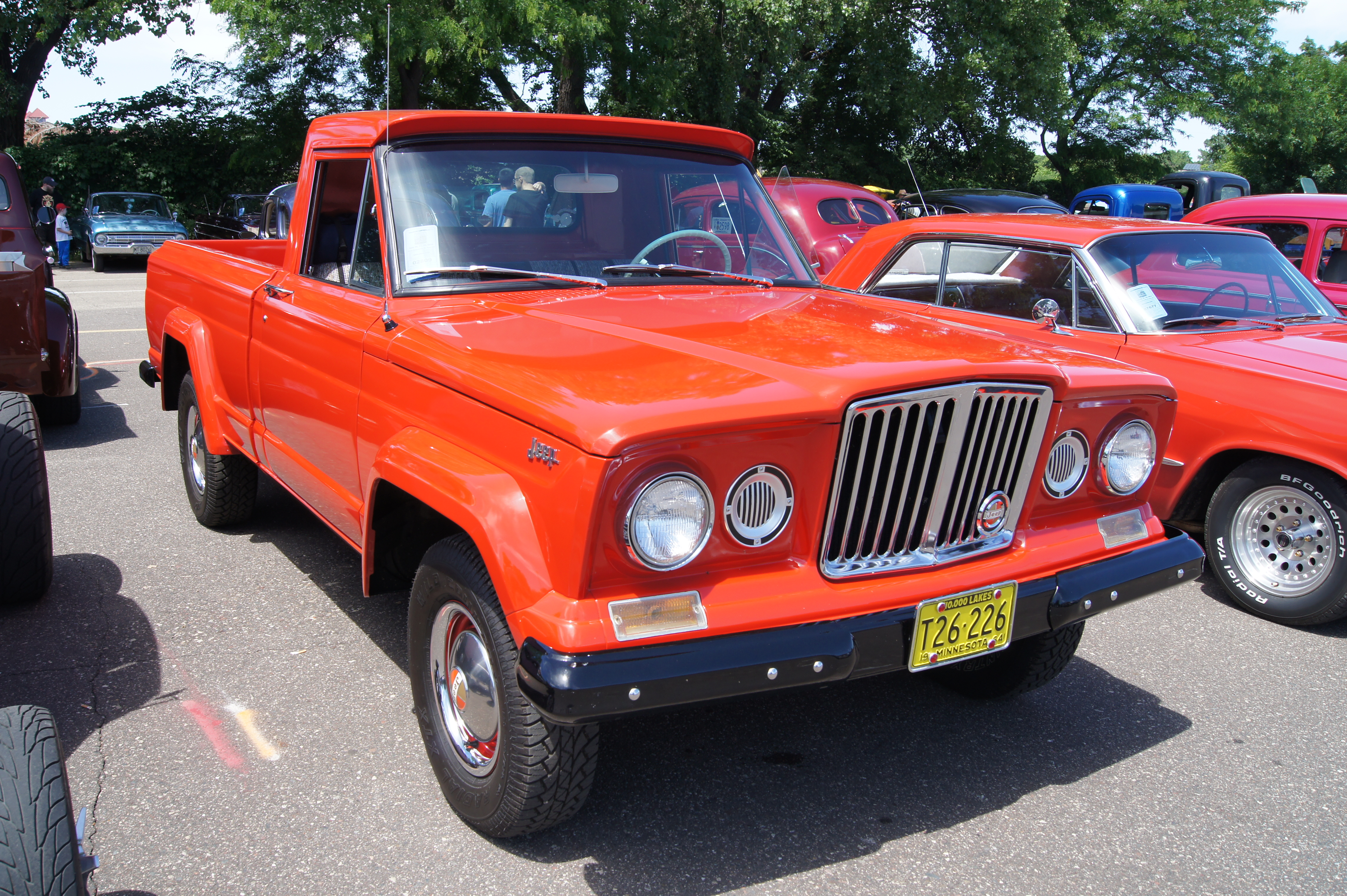
Jeep Gladiator Townside met korte wielbasis (1964)
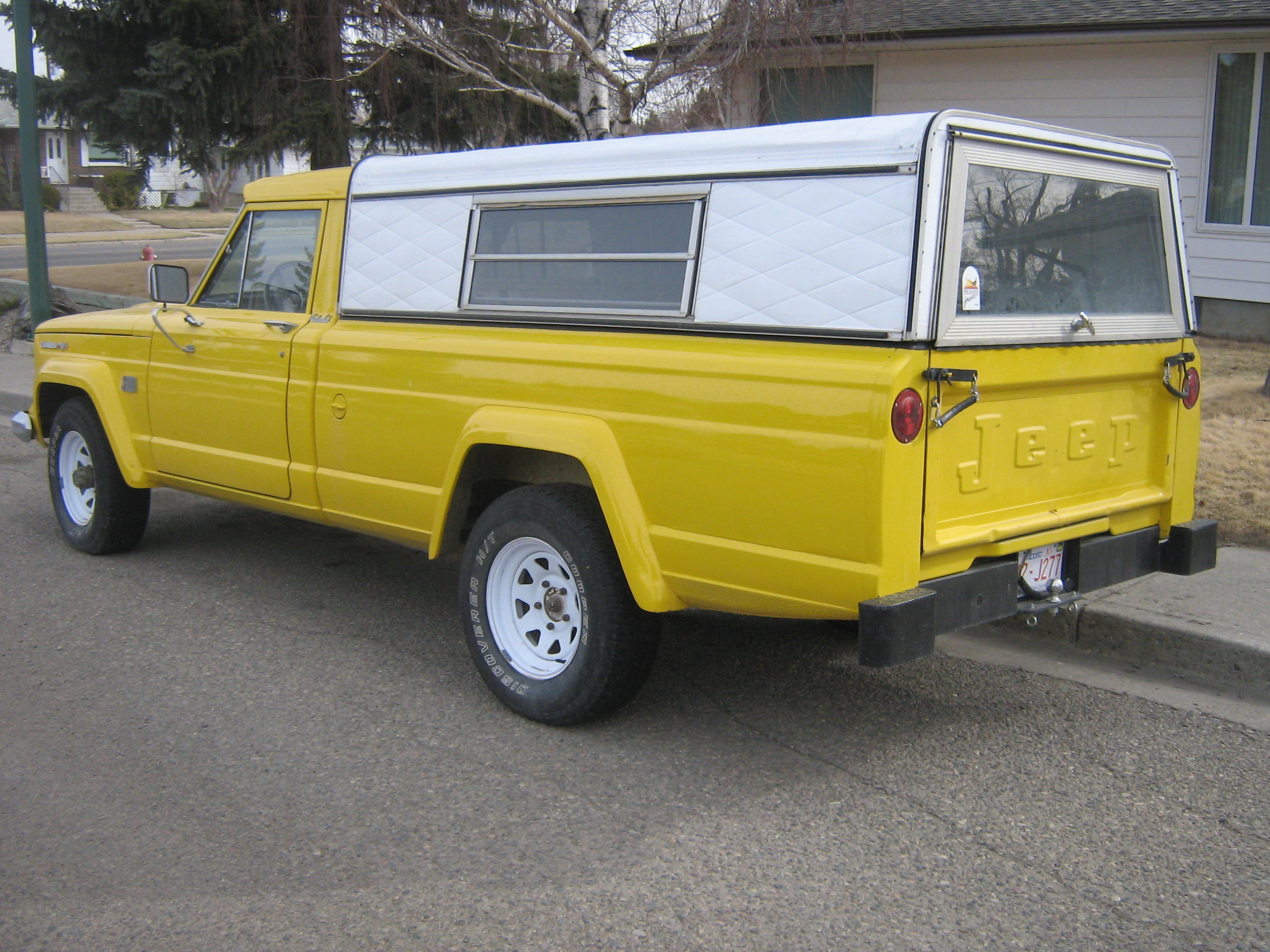
Jeep Gladiator met verlengde wielbasis en een overdekking van de laadbak
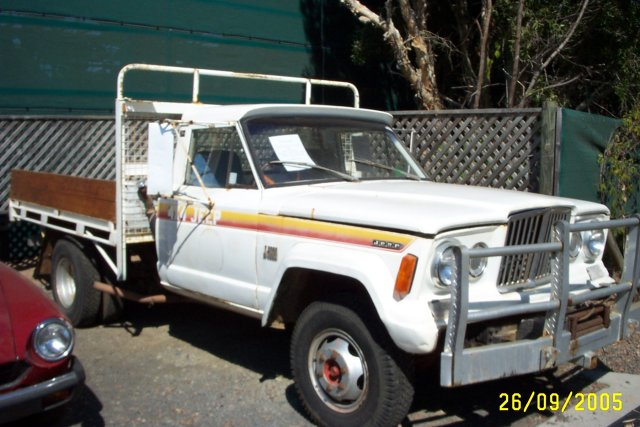
Jeep Gladiator met vlakke laadvloer en dubbele achterwielen
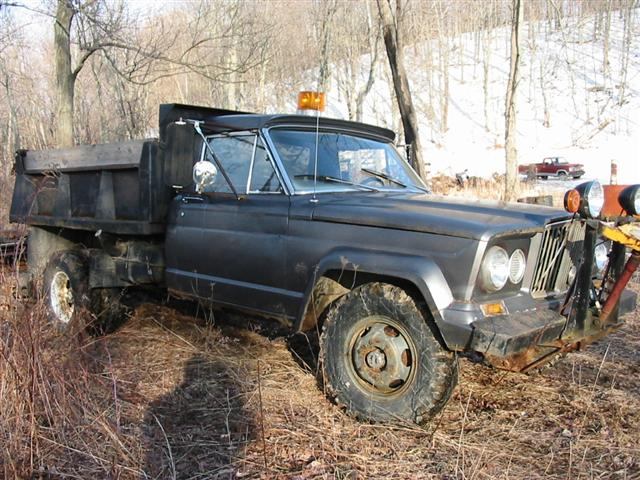
Jeep Gladiator als lichte vrachtauto
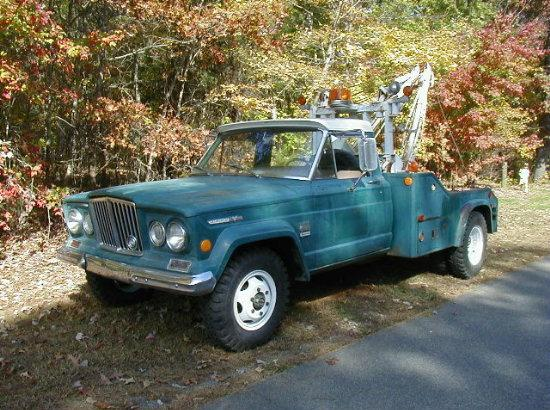
Jeep Gladiator als takelwagen
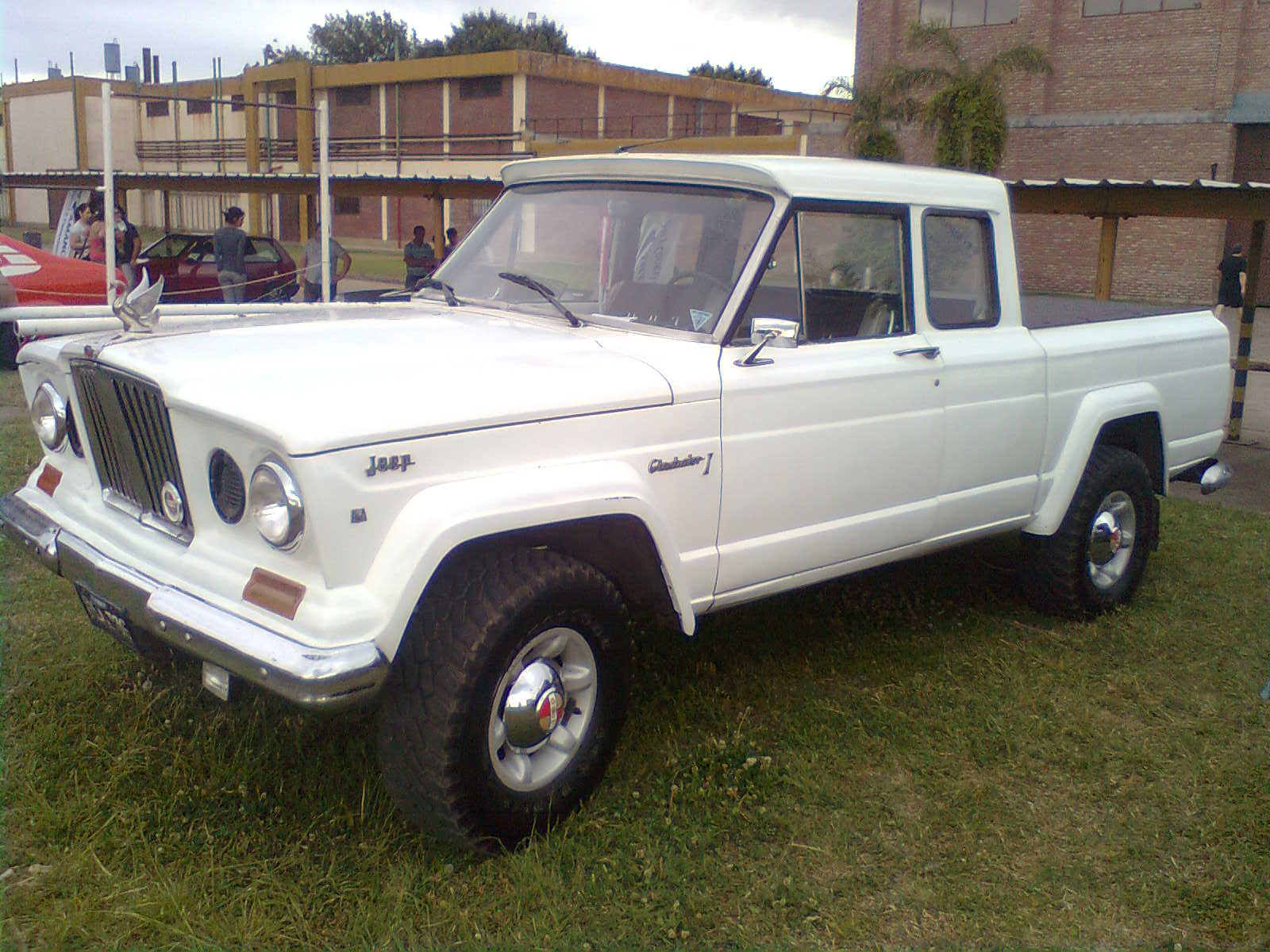
Argentijse IKA Jeep Gladiator

## Jeep Pickup (1971–1988)
De naam Gladiator werd na 1971 geschrapt, waarna de lijn simpelweg bekend stond als de Jeep Pickup of J-serie. De pick-ups werden tot 1973 aangeduid als J2000- en J4000-modellen (de 3000-serie werd in 1971 stopgezet) en vervolgens van 1974 tot 1988 als J10- en J20-modellen. De modelaanduidingen J10 en J20 gaven niet langer de wielbasis aan maar wel het laadvermogen.
Van 1971 tot 1972 werd de 5,0-liter V8-motor met 213 pk (157 kW) van AMC aangeboden als optionele motor. De 5,9-liter V8-motor van AMC werd aangeboden van 1971 tot en met 1988. Vroege versies van deze motor produceerden 177 pk (130 kW), latere versies produceerden 198 pk (145 kW). In 1972 werd de 4,2-liter zes-in-lijnmotor met 114 pk (84 kW) van AMC geïntroduceerd, deze motor bleef in het assortiment tot en met 1988.
Gedurende 1971-1972 werd de voorkant van de Jeep Pickup aangepast om de wagens een meer eigentijds uitzicht te geven.
In 1974 kregen de wagens grotere remmen en werd de draaicirkel verkleind. In datzelfde jaar werd de 6,6-liter V8-motor met 335 pk (246 kW) van AMC geïntroduceerd. Deze motor bleef tot 1978 in het aanbod.
Om de pick-ups aantrekkelijker te maken voor gewone consumenten bracht Jeep vanaf 1975 diverse uitrustingspakketten uit, waaronder het Pioneer-pakket (1975), het Honcho-pakket (1976-1983) en het Laredo-pakket (1980). Deze pakketten varieerden van jaar tot jaar en omvatten onder andere een luxueuzer interieur, verchroomde bumpers en sierstrips, een rolbeugel en een CB-radio.
In 1977 kreeg de Jeep J10 een handmatige vierwielaandrijving van Dana, een krachtigere 4,2-liter zes-in-lijnmotor, zwaardere assen en elektrisch bekrachtigde schijfremmen vooraan. De zwaardere J20 kreeg een 5,9-liter V8-motor en kon optioneel ook met een 6,6-liter V8 motor uitgerust worden, evenals met de Quadra-Trac permanente vierwielaandrijving. Er was keuze uit zowel automatische als handmatige transmissies. Vanaf 1983 werd het Selec-Trac-systeem gemonteerd, een nieuwe permanente vierwielaandrijving ter vervanging van Quadra-Trac.
Van 1981 tot 1985 werd een vernieuwde versie van de J-10 gebouwd en verkocht als de Jeep CJ-10, met een CJ-achtige neus en cabine , in combinatie met een zeer hoekig, opnieuw ontworpen laadgedeelte.
In 1987 werd AMC opgekocht door Chrysler. De grote Jeep Pickup was ondertussen een verouderd model geworden en concurreerde bovendien ook nog eens rechtstreeks met de pick-ups van Dodge. Chrysler schrapte de Jeep Pickup maar ging door met het bouwen van de luxueuze en zeer winstgevende Grand Wagoneer die op hetzelfde chassis stond als de Jeep Pickup. Na de overname ging de productie van de kleinere Jeep Comanche pick-up wel nog door tot 1992.

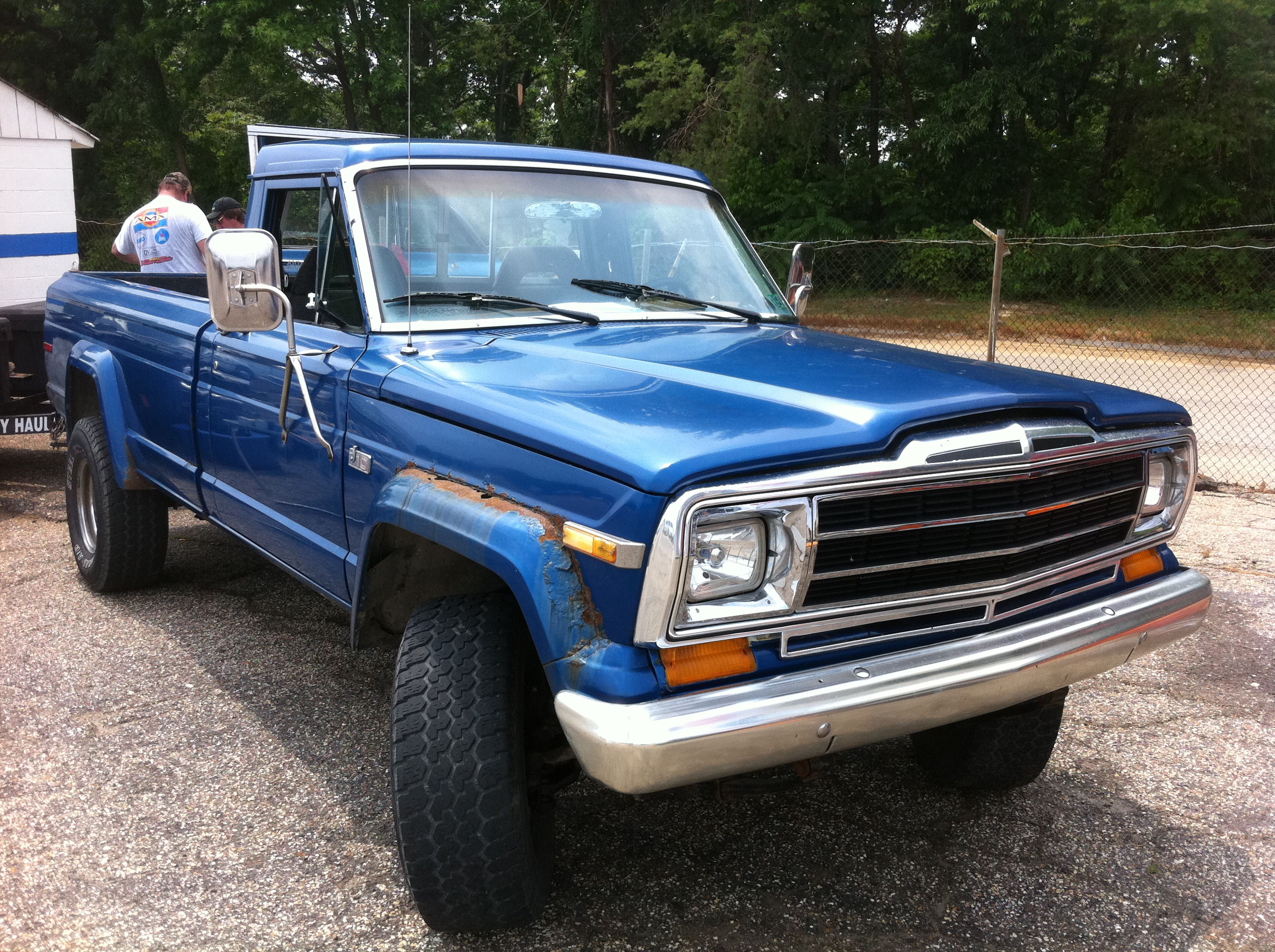
Jeep J10
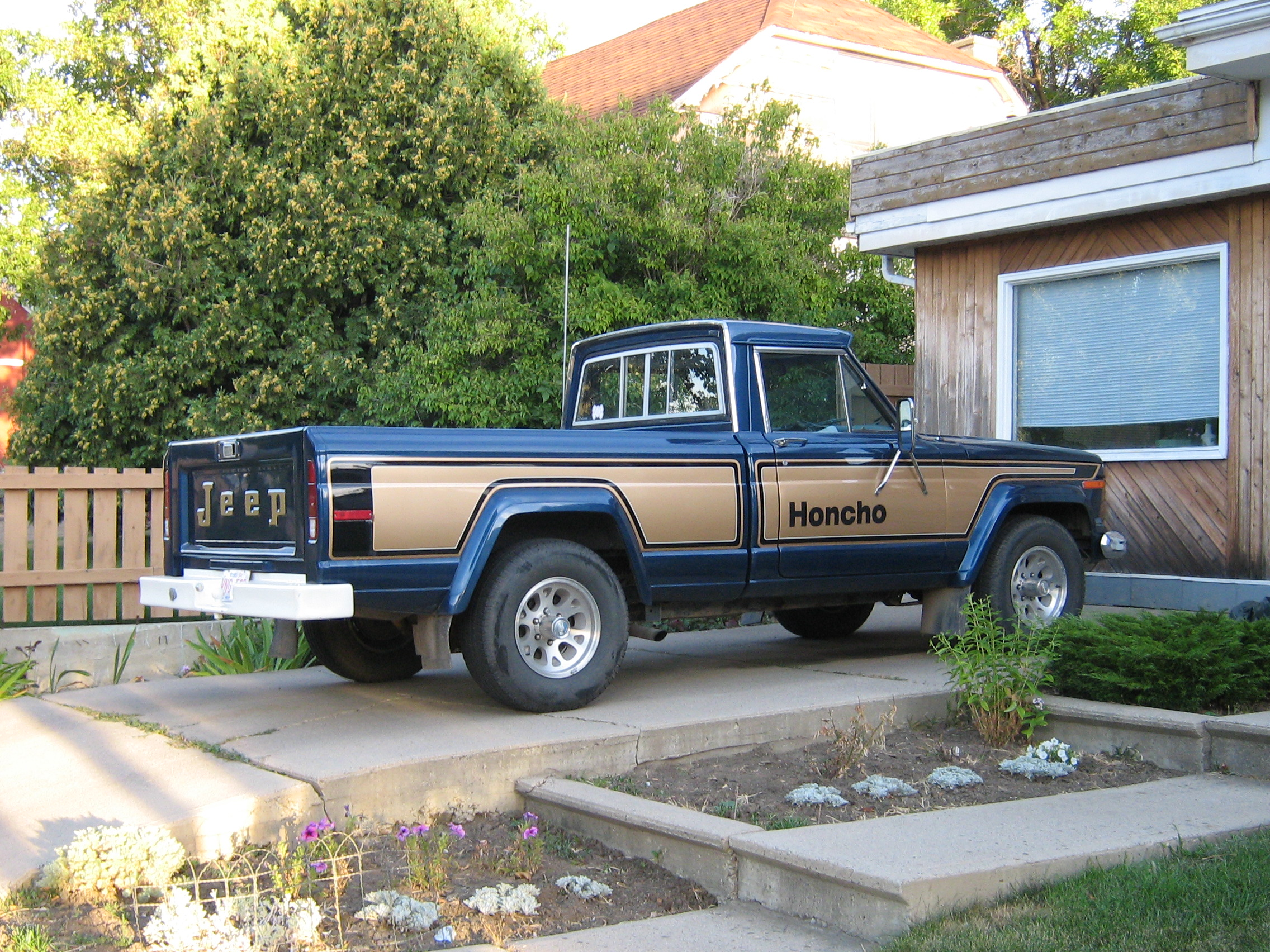
Jeep J10 Honcho
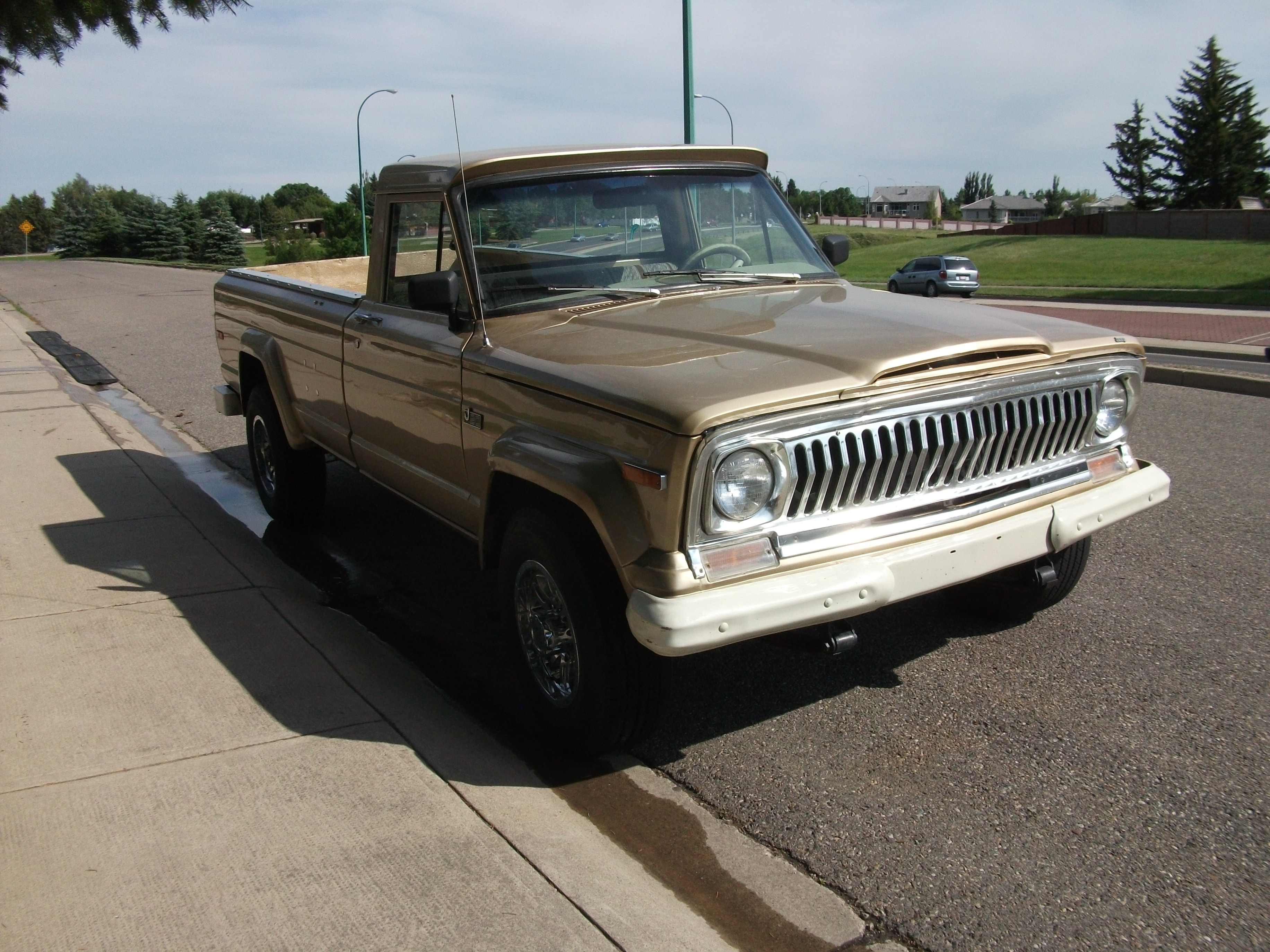
Jeep J20
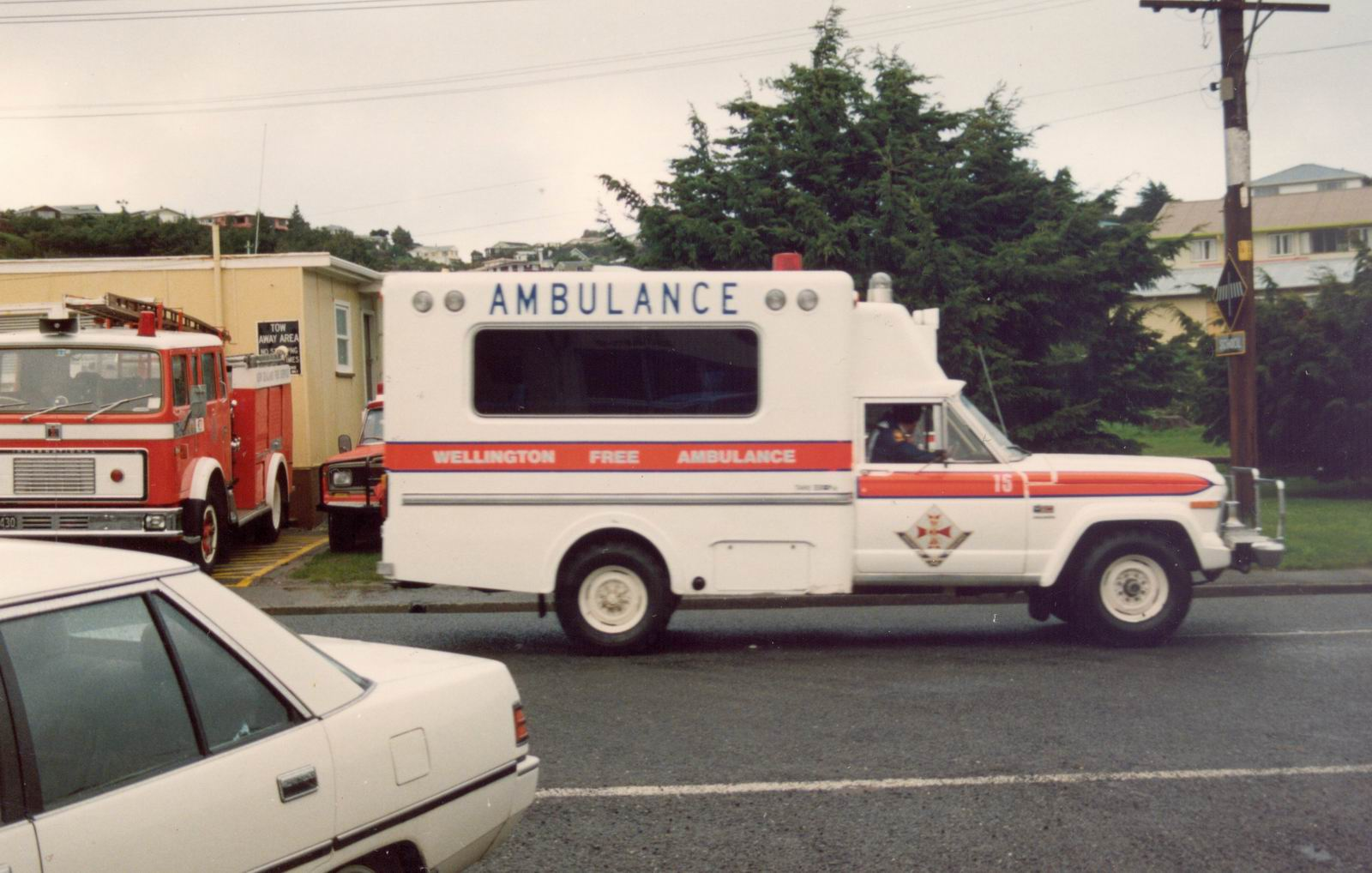
Ziekenwagen op basis van een Jeep J20

## Militaire versies
De militaire versies van de civiele Jeep Pickup waren de M715 en M725, geproduceerd van 1967 tot 1969. Ze werden onder contract ook voor andere landen dan de Verenigde Staten gebouwd. Het idee was om de kosten te verlagen door te beginnen met een civiele pick-up en onderdelen te delen met de normale de productielijn. Bij het Amerikaanse leger noemt men zo'n militair voertuig een Commercial Utility Cargo Vehicle (CUCV).
De Zweedse luchtmacht heeft begin jaren tachtig 450 Gladiator-voertuigen aangeschaft. Ze kregen de lokale aanduidingen Klargöringsbil 9711 en Klargöringsbil 9712. De voertuigen werden aangepast om te worden gebruikt door grondpersoneel van het Zweedse Bas 90-systeem en konden aanhangwagens met uitrusting vervoeren en vliegtuigen slepen. Het wordt vaak informeel "The Dallas Jeep" genoemd.
De Libanese strijdkrachten verwierven begin jaren zeventig veel M715- en Gladiator SJ-voertuigen, die op grote schaal werden gebruikt tijdens de Libanese burgeroorlog. Veel van deze voertuigen vielen in handen van de verschillende concurrerende Libanese milities, die ze ofwel gebruikten voor logistieke en transportoperaties of ze ombouwden tot technicals voor gebruik met zware machinegeweren of luchtafweergeschut.

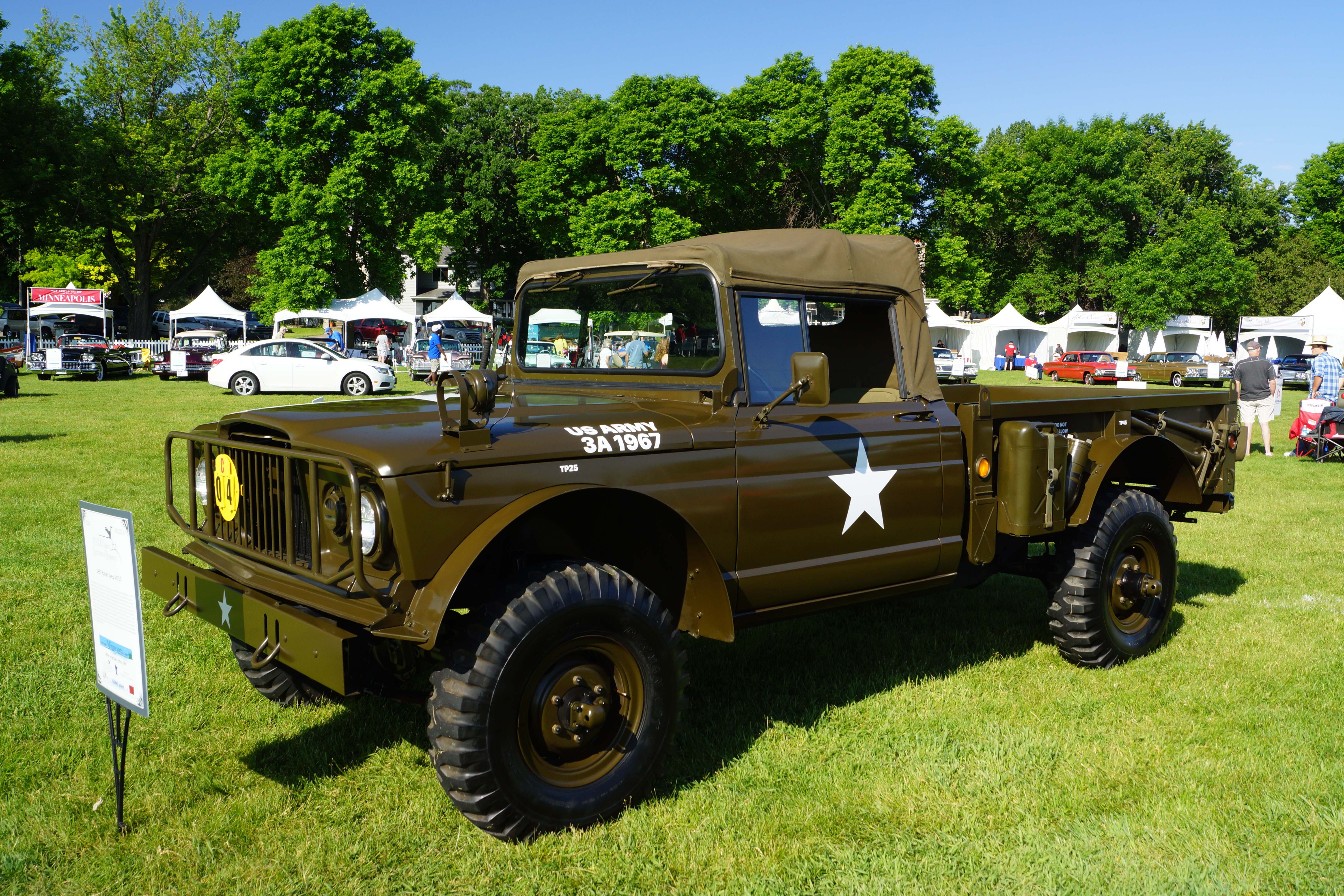
M715 1¼-ton truck van het Amerikaanse leger
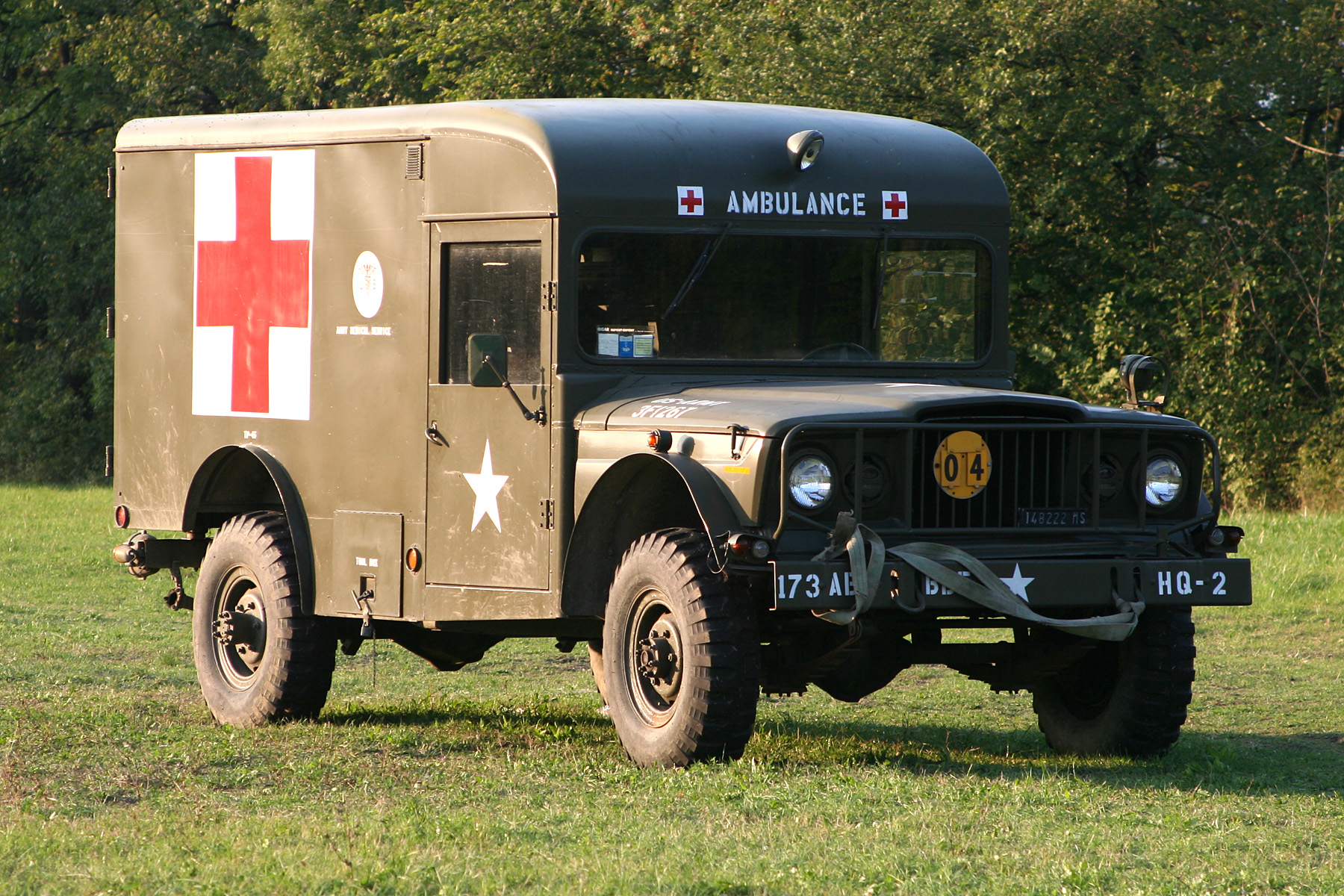
M725 ziekenwagen van het Amerikaanse leger
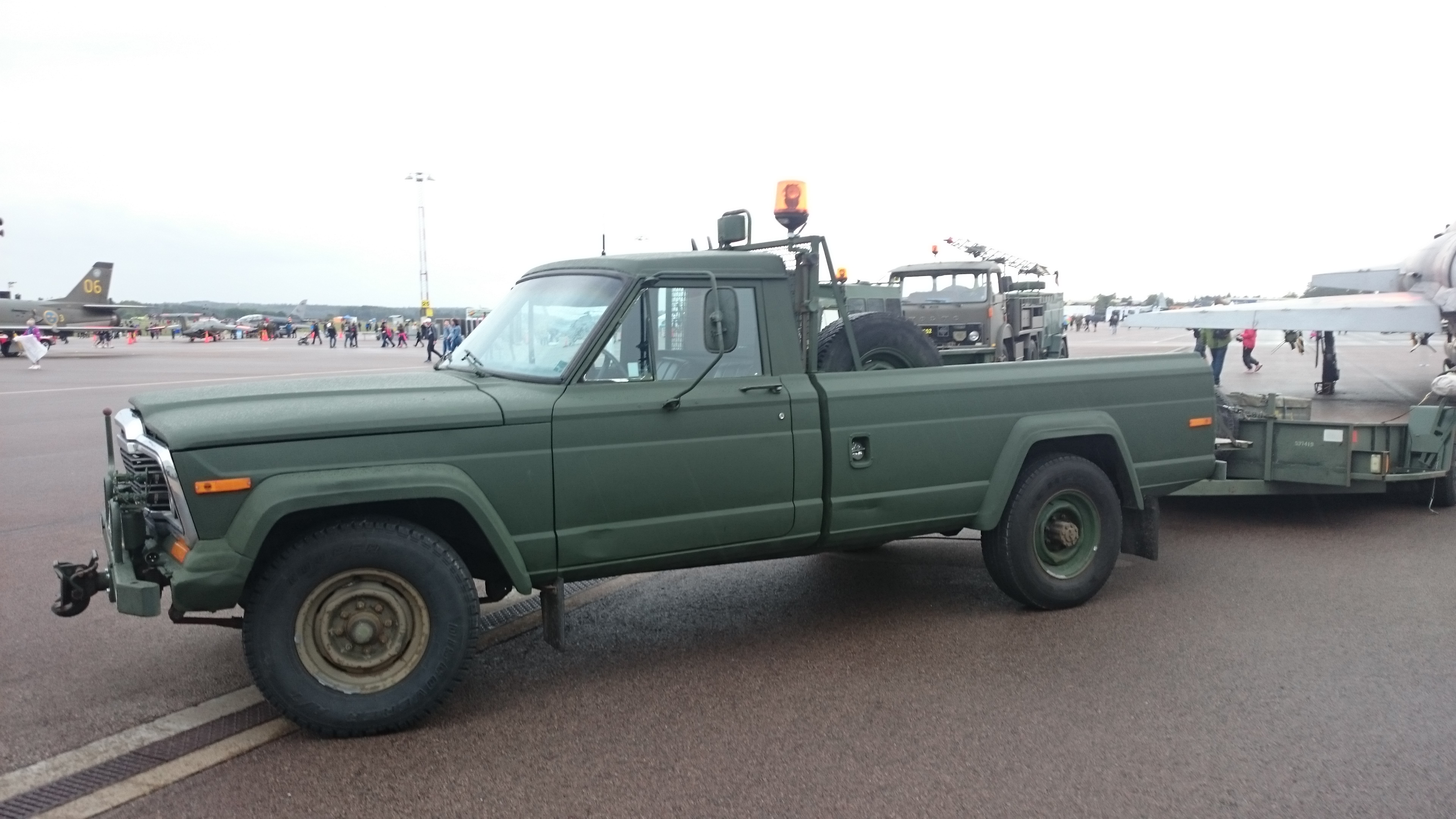
Klargöringsbil 9711 van de Zweedse luchtmacht